# Canneel

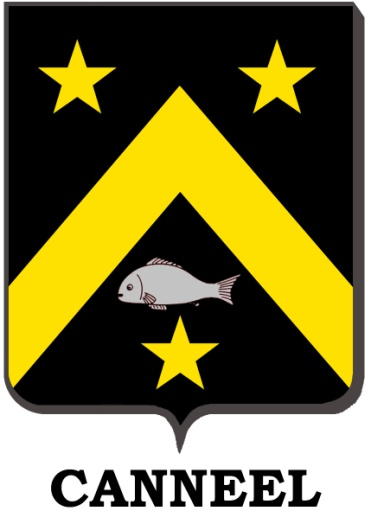
Wapenfamilie Canneel Brugge-Gent volgens Rietstap

De familie Canneel is een Belgische familie met wortels in de vishandel, afkomstig uit Brugge.

## Afstamming
De familienaam Canneel wordt voor het eerst vermeld in het Brugse poortersboek van 1397, waarin een zekere Jan Caneele, afkomstig uit Gent, wordt genoemd. Vanaf 1484 begon de familie zich te vestigen als vishandelaren in Brugge, een beroep dat generaties lang van vader op zoon werd doorgegeven. Op het wapenschild van Canneel staat een vis afgebeeld die verwijst naar de visserij.

## Genealogie
- Franciscus Bartholomeus Petrus Canneel (1739-1822), vishandelaar
  - Josephus Canneel (1783-1854), meesterknecht in drukkerij van Joseph De Busscher.
    - Théodore-Joseph Canneel (1817-1892), kunstschilder
      - Jules-Marie (sr) Canneel (1857-1940), architect
        - Jules-Marie (jr) Canneel (1881-1953), kunstschilder
        - Eugène-Théodore-Emile Canneel (1882-1966), beeldhouwer
          - Jacques Canneel, dichter
            - Anne Canneel (1950-2017), beeldhouwer en keramist.

        - Léon-Jean-Joseph Canneel (1885-1887)
        - Georges-Gustave-Clément Canneel (1887-1954)Mannelijke lijnen familie Canneel vanaf Sebastianus Canneel (1626-1685)

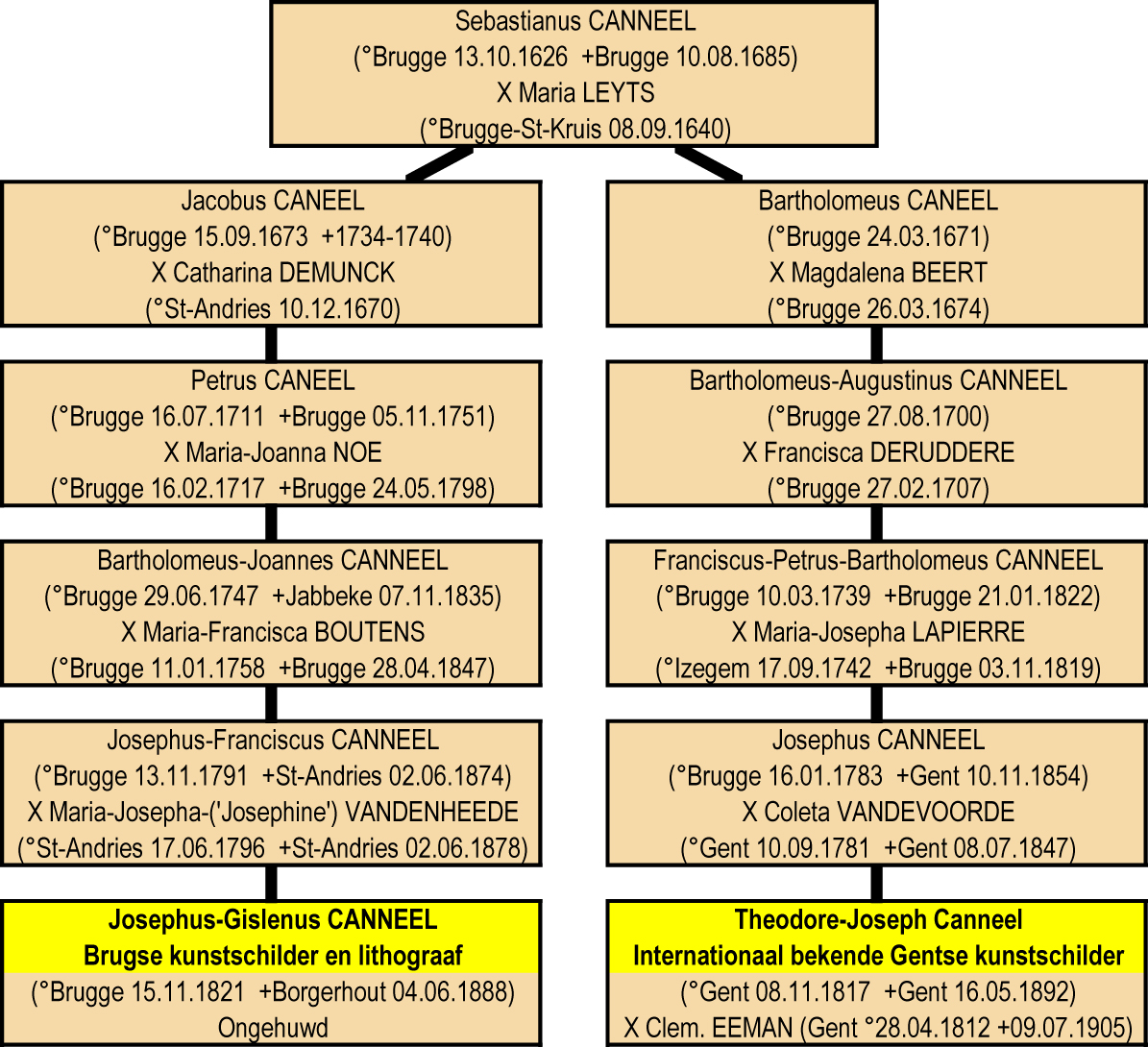
Mannelijke lijnen familie Canneel vanaf Sebastianus Canneel (1626-1685)

        - Marthe-Wilhelmine-Eugénie Canneel (1888-1957)
        - Jean Emile Albert Canneel (1889-1963), beeldhouwer en aquarellist.
        - Bertha-Alice-Ernestine Canneel (1891-1984)
        - Marcel René Marie Canneel (1894-1953), kunstschilder

  - Alexander Franciscus Canneel (1773-), vishandelaar
    - Thomas Jacques Canneel (1804-1848), luitenant der infanterie
      - Charles Jules Canneel (1829-1910), luitenant-kolonel

    - Felix François Canneel (1810-1892), gevangeniscommandant. Gedecoreerd als Broeder van de Orde van de Nederlandse Leeuw. Hij vertrok naar Nederland en vestigde zich daar.
      - Felix François Alexander Canneel (1838-1894), inspecteur der administratie bij de Nederlandse marine.
      - Isabelle Maria Canneel (1841-1895), was gehuwd met generaal-majoor-titulair Frederik Johann Hinrichs.
      - Isidore Alexander Canneel (1847-1905), commies bij Departement van Koloniën.
      - Julien Thomas Edmond Canneel (1847-1916), hoofdcommies bij Bureau van Industrieelen Eigendom en vice-consul van de Zuid-Afrikaansche Republiek te Den Haag.

### Andere telgen
- Josephus-Gislenus Canneel (1821-1888), kunstschilder, lithograaf en uitgever.